# Front national de libération du peuple khmer
 (août 2017).
Le Front national de libération du peuple khmer également traduit par Front de libération nationale du peuple khmer (FLNPK) est un mouvement nationaliste cambodgien créé en octobre 1979 pour s'opposer à la présence vietnamienne et aux Khmers rouges. Il était dirigé par Son Sann. 

## Histoire
Différents groupes armés rassemblant plusieurs tendances (droite, nationaliste, républicain, sihanoukiste) fusionnent en mars 1979 pour former les « forces armées de libération national du peuple khmer (en) ». Le mouvement reçoit le soutien de la république populaire de Chine (après un accord avec les Khmers rouges), de la Central Intelligence Agency et de plusieurs pays sud-asiatiques, comme la Thaïlande, et européens. En 1985, le FNLPK subit de lourdes défaites contre l'armée vietnamienne ainsi que des conflits internes alors qu'il est à son apogée, réunissant entre 10 000 et 15 000 militants. En 1991, malgré l'aide des États-Unis et de la Thaïlande, son effectif a diminué de près de la moitié.
En prenant part aux accords de Paris sur le Cambodge de 1991, le FLNPK mit fin à son action militaire. Il était constitué de quelques milliers de membres, dont 1 600 partisans en 1979 lors du début du conflit contre le Viêt Nam.
En mai 1992, il se transforme en « Parti libéral démocratique bouddhiste ».